# Paul (civil parish)
Paul är en tidigare civil parish i distriktet Cornwall, Storbritannien. Den ligger i grevskapet Cornwall och riksdelen England, i den södra delen av landet, 400 km väster om huvudstaden London.
Den uppgick 1 april 2021 i civil parish St Buryan, Lamorna and Paul. Civil parish hade 269 invånare år 2011.